# Re: Zero – Życie w innym świecie od zera
Re: Zero – Życie w innym świecie od zera (jap. Re:ゼロから始める異世界生活 Re:Zero kara hajimeru isekai seikatsu) – seria light novel napisana przez Tappeia Nagatsukiego i ilustrowana przez Shinichirō Ōtsukę. Głównym bohaterem serii jest Subaru Natsuki, hikikomori, który pewnego dnia przypadkowo przenosi się do innego świata. Seria początkowo ukazywała się za pośrednictwem strony internetowej Shōsetsuka ni narō od 20 kwietnia 2012 roku. Tomy zostały wydane także przez Media Factory od 25 stycznia 2014 roku w obrębie imprintu MF Bunko J.
Pierwsze cztery wątki zostały zaadaptowane w formie mangi. Pierwsza z nich, do której ilustracje wykonał Daichi Matsue, została opublikowana w latach 2014–2015 przez Media Factory. Druga, ilustrowana przez Makoto Fūgetsu, była wydawana przez Square Enix od 2014 do 2017 roku. Za trzecią serię również odpowiedzialny jest Matsue, seria ta wydawana była w latach 2015–2019 przez Media Factory. Czwartą serię mangi ilustruje od 2019 roku Haruno Atori.
Na podstawie powieści powstało także anime, które emitowane było od 4 kwietnia do 19 września 2016 roku. Dodatkowo 6 października 2018 studio White Fox wyemitowało pierwszy z dwóch jednoodcinkowych OVA zatytułowany „Memory Snow”. Drugi wyemitowany został 8 listopada 2019 roku. Firma 5pb. stworzyła grę na podstawie serii typu powieść wizualna. 23 marca 2019 ogłoszone zostało, że trwają prace nad drugim sezonem.
Seria anime zdobyła drugie miejsce na ceremonii rozdania nagród magazynu Newtype w kategorii najlepsza seria telewizyjna, a bohaterowie serii – Subaru, Rem i Puck – zwyciężyli w kategoriach kolejno najlepsza postać męska, najlepsza postać kobieca oraz najlepsza postać nieludzka. Reżyser serii, Masaharu Watanabe, otrzymał nagrodę w kategorii najlepszy reżyser.
W Polsce seria powieści oraz trzy serie mangi zostały wydane przez wydawnictwo Waneko. Anime zostało udostępnione na terenie Polski za pośrednictwem platformy internetowej Crunchyroll z angielskimi napisami.

## Light novel
| Nr  | Język japoński       | Język japoński         | Język polski         | Język polski           |
| Nr  | Data wydania         | ISBN                   | Data wydania         | ISBN                   |
| --- | -------------------- | ---------------------- | -------------------- | ---------------------- |
| 1   | 24 stycznia 2014     | ISBN 978-4-04-066208-4 | 6 kwietnia 2017      | ISBN 978-83-8096-222-4 |
| 2   | 25 lutego 2014       | ISBN 978-4-04-066309-8 | 8 czerwca 2017       | ISBN 978-83-8096-223-1 |
| 3   | 25 marca 2014        | ISBN 978-4-04-066334-0 | 8 sierpnia 2017      | ISBN 978-83-8096-224-8 |
| 4   | 25 czerwca 2014      | ISBN 978-4-04-066780-5 | 9 października 2017  | ISBN 978-83-8096-225-5 |
| 5   | 24 października 2014 | ISBN 978-4-04-067122-2 | 8 grudnia 2017       | ISBN 978-83-8096-226-2 |
| 6   | 25 marca 2015        | ISBN 978-4-04-067468-1 | 8 lutego 2018        | ISBN 978-83-8096-227-9 |
| Ex  | 25 czerwca 2015      | ISBN 978-4-04-067685-2 | —                    |                        |
| 7   | 25 września 2015     | ISBN 978-4-04-067780-4 | 9 kwietnia 2018      | ISBN 978-83-8096-228-6 |
| Ex2 | 25 grudnia 2015      | ISBN 978-4-04-068009-5 | —                    |                        |
| 8   | 25 marca 2016        | ISBN 978-4-04-068177-1 | 11 czerwca 2018      | ISBN 978-83-8096-229-3 |
| 9   | 23 września 2016     | ISBN 978-4-04-068627-1 | 8 sierpnia 2018      | ISBN 978-83-8096-230-9 |
| 10  | 25 października 2016 | ISBN 978-4-04-068676-9 | 12 października 2018 | ISBN 978-83-8096-234-7 |
| 11  | 23 grudnia 2016      | ISBN 978-4-04-068770-4 | 12 grudnia 2018      | ISBN 978-83-8096-453-2 |
| 12  | 25 marca 2017        | ISBN 978-4-04-069143-5 | 8 lutego 2019        | ISBN 978-83-8096-454-9 |
| 13  | 24 czerwca 2017      | ISBN 978-4-0406-9285-2 | 10 kwietnia 2019     | ISBN 978-83-8096-455-6 |
| 14  | 25 września 2017     | ISBN 978-4-0406-9459-7 | 17 czerwca 2019      | ISBN 978-83-8096-456-3 |
| 15  | 25 grudnia 2017      | ISBN 978-4-04-069611-9 | 19 sierpnia 2019     | ISBN 978-83-8096-457-0 |
| 16  | 24 marca 2018        | ISBN 978-4-0406-9816-8 | 18 października 2019 | ISBN 978-83-8096-221-7 |
| Ex3 | 25 czerwca 2018      | ISBN 978-4-0406-9953-0 | —                    |                        |
| 17  | 25 września 2018     | ISBN 978-4-0406-5158-3 | 18 grudnia 2019      | ISBN 978-83-8096-459-4 |
| 18  | 25 grudnia 2018      | ISBN 978-4-0406-5380-8 | 26 lutego 2020       | ISBN 978-83-8096-460-0 |
| 19  | 27 marca 2019        | ISBN 978-4-0406-5628-1 | 30 kwietnia 2020     | ISBN 978-83-8096-461-7 |
| 20  | 25 czerwca 2019      | ISBN 978-4-0406-5795-0 | 9 lipca 2020         | ISBN 978-83-8096-462-4 |
| 21  | 25 września 2019     | ISBN 978-4-0406-4006-8 | 11 września 2020     | ISBN 978-83-8096-892-9 |
| Ex4 | 25 grudnia 2019      | ISBN 978-4-0406-4265-9 | —                    |                        |
| 22  | 25 marca 2020        | ISBN 978-4-04-064553-7 | 10 grudnia 2020      | ISBN 978-83-8096-893-6 |
| 23  | 25 czerwca 2020      | ISBN 978-4-04-064730-2 | 9 marca 2021         | ISBN 978-83-8096-894-3 |
| 24  | 25 września 2020     | ISBN 978-4-04-064945-0 | 10 czerwca 2021      | ISBN 978-83-8242-007-4 |
| 25  | 25 grudnia 2020      | ISBN 978-4-04-680080-0 | 20 września 2021     | ISBN 978-83-8242-008-1 |
| 26  | 25 marca 2021        | ISBN 978-4-04-680330-6 | 16 grudnia 2021      | ISBN 978-83-8242-009-8 |
| 27  | 25 czerwca 2021      | ISBN 978-4-04-680510-2 | 29 marca 2022        | ISBN 978-83-8242-010-4 |
| Ex5 | 25 września 2021     | ISBN 978-4-04-680768-7 | —                    |                        |
| 28  | 24 grudnia 2021      | ISBN 978-4-04-680998-8 | 12 sierpnia 2022     | ISBN 978-83-8242-011-1 |
| 29  | 25 marca 2022        | ISBN 978-4-04-680998-8 | 2 grudnia 2022       | ISBN 978-83-8242-012-8 |
| 30  | 24 czerwca 2022      | ISBN 978-4-04-681476-0 | 28 kwietnia 2023     | ISBN 978-83-8242-013-5 |
| 31  | 22 września 2022     | ISBN 978-4-04-681748-8 | 15 września 2023     | ISBN 978-83-8242-491-1 |
| 32  | 23 grudnia 2022      | ISBN 978-4-04-682041-9 | 29 maja 2024         | ISBN 978-83-8242-492-8 |
| 33  | 29 marca 2023        | ISBN 978-4-04-682331-1 | 3 lutego 2025        | ISBN 978-83-8242-493-5 |
| 34  | 23 czerwca 2023      | ISBN 978-4-04-682567-4 | 24 kwietnia 2025     | ISBN 978-8382-424-94-2 |
| 35  | 25 września 2023     | ISBN 978-4-04-682863-7 | —                    |                        |
| 36  | 25 grudnia 2023      | ISBN 978-4-04-683156-9 | —                    |                        |
| 37  | 25 marca 2024        | ISBN 978-4-04-683470-6 | —                    |                        |
| 38  | 25 czerwca 2024      | ISBN 978-4-04-683704-2 | —                    |                        |
| 39  | 25 września 2024     | ISBN 978-4-04-684004-2 | —                    |                        |
| 40  | 24 marca 2025        | ISBN 978-4-04-684634-1 | —                    |                        |
| 41  | 25 czerwca 2025      | ISBN 978-4-04-684890-1 | —                    |                        |

### Zbiory opowiadań
| Nr | Data wydania (język japoński) | ISBN (język japoński)  |
| -- | ----------------------------- | ---------------------- |
| 1  | 25 grudnia 2014               | ISBN 978-4-04-067197-0 |
| 2  | 24 czerwca 2016               | ISBN 978-4-04-068414-7 |
| 3  | 25 grudnia 2017               | ISBN 978-4-04-069609-6 |
| 4  | 27 marca 2019                 | ISBN 978-4-04-065629-8 |
| 5  | 25 września 2019              | ISBN 978-4-04-064126-3 |
| 6  | 20 lipca 2020                 | ISBN 978-4-04-064585-8 |
| 7  | 24 czerwca 2022               | ISBN 978-4-04-681478-4 |
| 8  | 23 grudnia 2022               | ISBN 978-4-04-682042-6 |
| 9  | 25 września 2023              | ISBN 978-4-04-682862-0 |
| 10 | 25 marca 2024                 | ISBN 978-4-04-683471-3 |
| 11 | 25 października 2024          | ISBN 978-4-04-684160-5 |
| 12 | 25 kwietnia 2025              | ISBN 978-4-04-684719-5 |

## Manga

### Księga 1 – Dzień w stolicy
| Nr | Język japoński       | Język japoński         | Język polski     | Język polski           |
| Nr | Data wydania         | ISBN                   | Data wydania     | ISBN                   |
| -- | -------------------- | ---------------------- | ---------------- | ---------------------- |
| 1  | 23 października 2014 | ISBN 978-4-04-066875-8 | 24 kwietnia 2017 | ISBN 978-83-8096-233-0 |
| 2  | 23 marca 2015        | ISBN 978-4-04-067280-9 | 23 czerwca 2017  | ISBN 978-83-8096-234-7 |

### Księga 2 – Tydzień w posiadłości
| Nr | Język japoński  | Język japoński         | Język polski         | Język polski           |
| Nr | Data wydania    | ISBN                   | Data wydania         | ISBN                   |
| -- | --------------- | ---------------------- | -------------------- | ---------------------- |
| 1  | 23 marca 2015   | ISBN 978-4-7575-4591-5 | 8 czerwca 2018       | ISBN 978-83-8096-394-8 |
| 2  | 22 grudnia 2015 | ISBN 978-4-7575-4747-6 | 10 sierpnia 2018     | ISBN 978-83-8096-233-0 |
| 3  | 22 czerwca 2016 | ISBN 978-4-7575-5025-4 | 10 października 2018 | ISBN 978-83-8096-396-2 |
| 4  | 22 marca 2017   | ISBN 978-4-7575-5256-2 | 10 grudnia 2018      | ISBN 978-83-8096-397-9 |
| 5  | 25 grudnia 2017 | ISBN 978-4-7575-5567-9 | 11 lutego 2019       | ISBN 978-83-8096-396-2 |

### Księga 3 – Truth of Zero
Trzecia seria mangi, ilustrowana przez Daichi'ego Matsue, zatytułowana Re:Zero kara hajimeru isekai seikatsu Dai san shō Truth of Zero (jap. Re:ゼロから始める異世界生活　第三章　Truth　of　Zero), była publikowana w czasopiśmie „Gekkan Comic Alive” od 27 maja 2015. Manga zakończyła się wraz z 11. tomem. Ostatni rozdział ukazał się w tym czasopiśmie 27 września 2019 roku w listopadowym numerze czasopisma.
| Nr | Język japoński    | Język japoński         | Język polski      | Język polski           |
| Nr | Data wydania      | ISBN                   | Data wydania      | ISBN                   |
| -- | ----------------- | ---------------------- | ----------------- | ---------------------- |
| 1  | 22 grudnia 2015   | ISBN 978-4-04-067828-3 | 26 kwietnia 2019  | ISBN 978-83-8096-394-8 |
| 2  | 23 marca 2016     | ISBN 978-4-04-068220-4 | 12 lipca 2019     | ISBN 978-83-8096-611-6 |
| 3  | 23 lipca 2016     | ISBN 978-4-04-068279-2 | 12 września 2019  | ISBN 978-83-8096-612-3 |
| 4  | 23 grudnia 2016   | ISBN 978-4-04-068815-2 | 12 listopada 2019 | ISBN 978-83-8096-613-0 |
| 5  | 23 marca 2017     | ISBN 978-4-04-069166-4 | 13 stycznia 2020  | ISBN 978-83-8096-614-7 |
| 6  | 23 sierpnia 2017  | ISBN 978-4-04-069372-9 | 12 marca 2020     | ISBN 978-83-8096-615-4 |
| 7  | 23 sierpnia 2017  | ISBN 978-4-04-069629-4 | 12 maja 2020      | ISBN 978-83-8096-616-1 |
| 8  | 23 czerwca 2018   | ISBN 978-4-04-069913-4 | 13 lipca 2020     | ISBN 978-83-8096-617-8 |
| 9  | 21 listopada 2018 | ISBN 978-4-04-065248-1 | 11 września 2020  | ISBN 978-83-8096-618-5 |
| 10 | 22 czerwca 2019   | ISBN 978-4-0406-5709-7 | 12 listopada 2020 | ISBN 978-83-8096-619-2 |
| 11 | 21 lutego 2020    | ISBN 978-4-0406-4380-9 | 12 stycznia 2021  | ISBN 978-83-8096-620-8 |

### Księga 4 – Sanktuarium i wiedźma chciwości
Czwarta seria mangi, ilustrowana przez Haruno Atori, zatytułowana Księga 4 – Sanktuarium i wiedźma chciwości (jap. Re:ゼロから始める異世界生活　第四章 聖域と強欲の魔女 Re:Zero kara hajimeru isekai seikatsu dai yon shō: Seiiki to gōyoku no majo), jest publikowana w czasopiśmie Gekkan Comic Alive od 27 września 2019 roku. Adaptacja ta obejmuje wątek fabularny z tomów 10-15. Serię tę w Polsce wydaje Waneko.
| Nr | Język japoński       | Język japoński         | Język polski        | Język polski           |
| Nr | Data wydania         | ISBN                   | Data wydania        | ISBN                   |
| -- | -------------------- | ---------------------- | ------------------- | ---------------------- |
| 1  | 21 lutego 2020       | ISBN 978-4-04-064376-2 | 11 marca 2021       | ISBN 978-83-8096-620-8 |
| 2  | 23 czerwca 2020      | ISBN 978-4-04-064743-2 | 12 maja 2021        | ISBN 978-83-8096-942-1 |
| 3  | 23 grudnia 2020      | ISBN 978-4-04-680034-3 | 5 lipca 2021        | ISBN 978-83-8096-943-8 |
| 4  | 23 czerwca 2021      | ISBN 978-4-04-680471-6 | 24 stycznia 2022    | ISBN 978-83-8096-944-5 |
| 5  | 23 grudnia 2021      | ISBN 978-4-04-680948-3 | 20 maja 2022        | ISBN 978-83-8096-945-2 |
| 6  | 22 czerwca 2022      | ISBN 978-4-04-681434-0 | 14 listopada 2022   | ISBN 978-83-8096-945-2 |
| 7  | 23 stycznia 2023     | ISBN 978-4-04-682062-4 | 5 października 2023 | ISBN 978-83-8242-392-1 |
| 8  | 22 sierpnia 2023     | ISBN 978-4-04-682689-3 | 10 kwietnia 2024    | ISBN 978-83-8242-394-5 |
| 9  | 23 marca 2024        | ISBN 978-4-04-683388-4 | 29 listopada 2024   | ISBN 978-83-8242-395-2 |
| 10 | 22 października 2024 | ISBN 978-4-04-684285-5 | —                   |                        |
| 11 | 23 kwietnia 2025     | ISBN 978-4-04-684845-1 | —                   |                        |

### Księga 5 – Mizu no miyako to eiyū no uta
W lutym 2024 roku oficjalne konto na Twitterze magazynu „Gekkan Comic Alive” wydawanego przez Media Factory ogłosiło, że piąta część mangi, będąca adaptacją wątku fabularnego obejmującego tomy 16-20, rozpocznie się 19 lutego 2024 w czasopiśmie „Comic Alive+” będącego częścią witryny ComicWalker.
| Nr | Język japoński   | Język japoński         | Język polski | Język polski |
| Nr | Data wydania     | ISBN                   | Data wydania | ISBN         |
| -- | ---------------- | ---------------------- | ------------ | ------------ |
| 1  | 28 września 2024 | ISBN 978-4-04-811337-3 | —            |              |
| 2  | 28 marca 2025    | ISBN 978-4-04-811429-5 | —            |              |

### Antologia
W czerwcu 2016 roku wydawnictwo opublikowało antologię w formie mangi, zatytułowaną Re:Zero kara hajimeru isekai seikatsu kōshiki Anthology Comic (jap. Re:ゼロから始める異世界生活　公式アンソロジーコミック Re:Zero kara hajimeru isekai seikatsu kōshiki ansorojī komikku).
| Nr | Data wydania (język japoński) | ISBN (język japoński)  |
| -- | ----------------------------- | ---------------------- |
| 1  | 23 czerwca 2016               | ISBN 978-4-04-068506-9 |
| 2  | 23 września 2017              | ISBN 978-4-04-069438-2 |
| 3  | 23 marca 2018                 | ISBN 978-40-4069751-2  |

## Odbiór
Do sierpnia 2016 roku light novel osiągnęła wynik ponad 2 milionów sprzedanych egzemplarzy. Była także czwartą najlepiej sprzedającą się light novel 2016 roku. Wyprodukowana w 2016 seria anime zajęła drugie miejsce wśród najlepszych anime miesięcznika Newtype. Ponadto postacie Natsukiego Subaru i Rem zostały uznane najlepszymi postaciami męskimi i żeńskimi. Masaharu Watanabe został uznany najlepszym reżyserem anime, a Masahiro Yokotani drugim najlepszym scenarzystą. Redakcja i recenzenci polskojęzycznego serwisu tanuki.pl wystawili serii anime notę 7/10.